# Anna Livia Julian Brawn
Anna Livia Julian Brawn (Dublín, Irlanda, 13 de noviembre de 1955 – California, 5 de agosto de 2007), cuyo seudónimo fue Anna Livia por sus novelas, una "escritora muy leída por el mundo lésbico y feminista, fue teórica de la lingüística", bien conocida por sus obras de ficción y no ficción sobre temas de sexualidad. Desde 1999 hasta el momento de su muerte, era un miembro del personal de la Universidad de California en Berkeley.

## Biografía
Cuando Anna murió, un artículo de Nina Wakeford apareció en 'el periódico' The Guardian el 26 de septiembre de 2007, escribiendo lo siguiente: 

-"El mundo de las lesbianas feministas londindes de 1980 dio a luz a algunas escritoras de finales del siglo 20 con mujeres más ingeniosas, políticamente astutas y desafiantes, y Anna Livia, que ha muerto de forma inesperada de 51 años, fue una de los más leídas de esa generación. más recientemente, se había establecido una reputación como teórica de la lingüística.

Nacida Anna Livia Julian Brawn en Dublín, pasó su primera infancia en África. Cuando tenía seis años, su padre, Patrick, comenzó a hacer películas para una compañía minera de cobre en Luanshya, Zambia, posteriormente se mudaron a Swazilandia. La madre de Anna, Dympna, fue escritoar y secretaria. Con sus dos hermanos y hermana, Anna asistió a la escuela primaria en Luanshya, y luego a la Escuela Waterfold-Kamhlaba, Mbabane; todos hablaban un poco de Bemba, swahili, Zulu y afrikaans. En su ensyo de 1995 Tongues or Fingers (Lenguas o Dedos) Anna contrastó los placeres sensuales de la comida africana con un plato de lentejas de sus contemporáneos de 1980 y la obsesión con verdes orgánicos de la década siguiente.

En 1970 la familia se trasladó de nuevo a Inglaterra. Anna asistió a la escuela primaria Rosa Bassett, en Tooting, al sur de Londres, antes de graduarse en francés e italiano en el University College de Londres. Luego trabajó como conductora de autobús, enseñó inglés en París, y corrió una base de datos de la universidad y trabajó para la editorial feminista lesbiana Onlywomen Press ".

## Obra

### Novelas
- Relatively Norma (1982) London : Onlywomen Press. ISBN 0-906500-10-9[2]

- Accommodation Offered (1985) London : Women's Press, 1985. ISBN 0-7043-2857-7

- Bulldozer Rising (1988) Onlywomen (publisher). ISBN 0-906500-27-3

- From a Hole in Heaven's Floor (1990) Sault Ste. Marie, ON, Canada : Tyro Pub.,  ISBN 0-921249-18-7

- Minimax (1991) Portland, Or. : Eighth Mountain Press. ISBN 0-933377-12-6

- Bruised Fruit (1999) Jackson, Tennessee, U.S.A. Firebrand Books. ISBN 1-56341-106-7

### Cuentos
- Minimax (1992)

### Colecciones
- Incidents Involving Warmth: A Collection of Lesbian Feminist Love Stories (1986) London : Only Women Press. ISBN 0-906500-21-4

- The Pied Piper : lesbian feminist fiction, with  Lillian Mohin. Publisher: London : Onlywomen, 1989. ISBN 0-906500-29-X OCLC 60022644

- Saccharin Cyanide (1990) Onlywomen. ISBN 0-906500-35-4

- Incidents Involving Mirth: Short Stories (1990). Publisher: Portland, Or. : Eighth Mountain Press, 1990. ISBN 0-933377-14-2

### No ficción
- Unleashing Feminism: Critiquing Lesbian Sadomasochism in the Gay Nineties (1993) (con Kathy Miriam y Pat Parker)

- Queerly Phrased: Language, Gender, and Sexuality (1997) (libro, con Kira Hall); New York : Oxford University Press, 1997. ISBN 0-19-510470-6 ISBN 0195104714

- Pronoun Envy: Literary Uses of Linguistic Gender (2000) Oxford University Press. ISBN 0-19-513853-8

- "Doing Sociolinguistic Research on the French Minitel", (Article) in American Behavioral Scientist 43 (3) (1999): 422-435 ; Sage Publications OCLC 89434156

- A reading with Bart Schneider, Anna Livia 4/29/1999; with Bart Schneider;  San Francisco State University. Poetry Center. San Francisco State University. American Poetry Archive. (VHS tape) Publicó San Francisco : Poetry Center and American Poetry Archives, ©1999. OCLC 70634326

- "Oral History: Snapshots from a Family Album" (Article), in International Journal of Sexuality and Gender Studies 5 (2) (2000): 215-219. Springer. OCLC 90686787

- Public and Clandestine: Gay Men's Pseudonyms on the French Minitel, in Sexualities 5 (2) (2002): 201-217. Publisher: Sage Publications OCLC: 89287475

- France: A Traveler's Literary Companion (Traveler's Literary Companions 16) con William Rodarmor, Whereabouts Press, 2008, ISBN 1-883513-18-9

### Traducciones
- A Perilous Advantage: The Best of Natalie Clifford Barney Chicago, IL: New Victoria Publishers Inc. 1992. ISBN 978-0-934678-38-4.

- The Angel and the Perverts (× Lucie Delarue-Mardrus) (edición original francesa publicada en 1930)-(1995) New York Univ. Press. ISBN 0-8147-5098-2.